# SLR Chełmce
SLR Chełmce (Stacja Linii Radiowych Chełmce) – betonowa wieża RTV o wysokości 74 metrów zlokalizowana we wsi Chełmce około 9 km na południowy wschód od centrum Kalisza (176 m n.p.m.). Nadajniki radiowe znajdują się 67 m nad poziomem terenu, a telewizyjne 69 i 72 m n.p.t. W związku z ich stosunkowo słabą mocą stacja obejmuje swoim zasięgiem tylko najbliższą okolicę. Właścicielem obiektu jest spółka Emitel sp. z o.o.

## Transmitowane programy

### Programy telewizyjne - cyfrowe
| Nazwa multipleksu | Częstotliwość (MHz) | Kanał | Moc (kW) | Polaryzacja | Charakterystyka promieniowania | Standard nadawania | Kompresja | Data uruchomienia nadajnika |
| ----------------- | ------------------- | ----- | -------- | ----------- | ------------------------------ | ------------------ | --------- | --------------------------- |
| MUX 3 (Poznań)    | 554 MHz             | 31    | 100 kW   | pozioma (H) | dookólna (ND)                  | DVB-T2             | HEVC      | 20 maja 2013                |
| MUX 8             | 191,5 MHz           | 7     | 14 kW    | pionowa (V) | kierunkowa (D)                 | DVB-T              | MPEG-4    | 25 października 2016        |

### Programy radiowe
| LP | Program                  | Właściciel      | Częstotliwość | Moc nadajnika | Polaryzacja |
| -- | ------------------------ | --------------- | ------------- | ------------- | ----------- |
| 1. | Radio Eska Kalisz/Ostrów | MONO Sp. z o.o. | 101,1 MHz     | 2 kW          | pionowa (V) |

Programy nienadawane
| LP | Program         | Właściciel                              | Kanał | Częstotliwość | Moc ERP | Polaryzacja |
| -- | --------------- | --------------------------------------- | ----- | ------------- | ------- | ----------- |
| 1. | TVP Info Poznań | Telewizja Polska S.A Oddział w Poznaniu | 31    | 551,25 MHz    | 1 kW    | dookólna    |
| 2. | Polsat          | Telewizja Polsat Sp. z.o.o              | 56    | 751,25 MHz    | 10 kW   | kierunkowa  |